# Odontocarya steyermarkii
Odontocarya steyermarkii är en tvåhjärtbladig växtart som beskrevs av Rupert Charles Barneby. Odontocarya steyermarkii ingår i släktet Odontocarya och familjen Menispermaceae. Inga underarter finns listade i Catalogue of Life.